# Giorgio Walter Chili
Pour les articles homonymes, voir Chili (homonymie).
Giorgio Walter Chili, né le 28 octobre 1918 à Casalecchio di Reno (Émilie-Romagne) et mort le 4 avril 1961 à Rome (Latium), est un réalisateur, documentariste et scénariste italien.

## Biographie
Né à Casalecchio di Reno (Ville métropolitaine de Bologne), il s'inscrit à Rome, au milieu des années 1930, au Centro sperimentale di cinematografia, pour suivre le cours de mise en scène. Après avoir obtenu son diplôme, il a commencé à travailler comme assistant réalisateur et documentariste.
Son premier film, Leggenda della primavera (it), sort en 1941 ; entre 1943 et 1944, en pleine occupation allemande de la capitale, il réalise, non sans grandes difficultés dues à la fois à l'équipe, composée de grands acteurs, et à la disponibilité des matériaux, le film à sketches I dieci comandamenti, l'un des premiers films présentés au public en salle à la fin de la guerre.
Dans les années qui suivent, il tourne un certain nombre de films en costumes dans la veine melodramma strappalacrime alors en vogue auprès du public italien ; il termine sa carrière de réalisateur en 1959 avec le film historique Seule contre les Borgia.
Il décède le mardi après Pâques 1961 dans un certain anonymat : dans les journaux Il Messaggero, Il Tempo ou Momento Sera de ce mois-là, pas même un seul paragraphe nécrologique.

## Filmographie

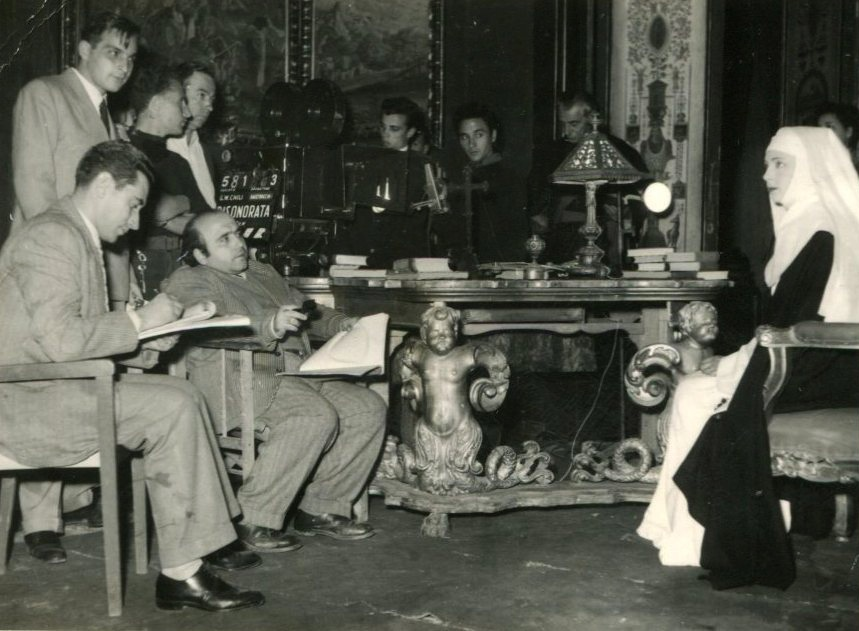
Sur le plateau de ' (1953).

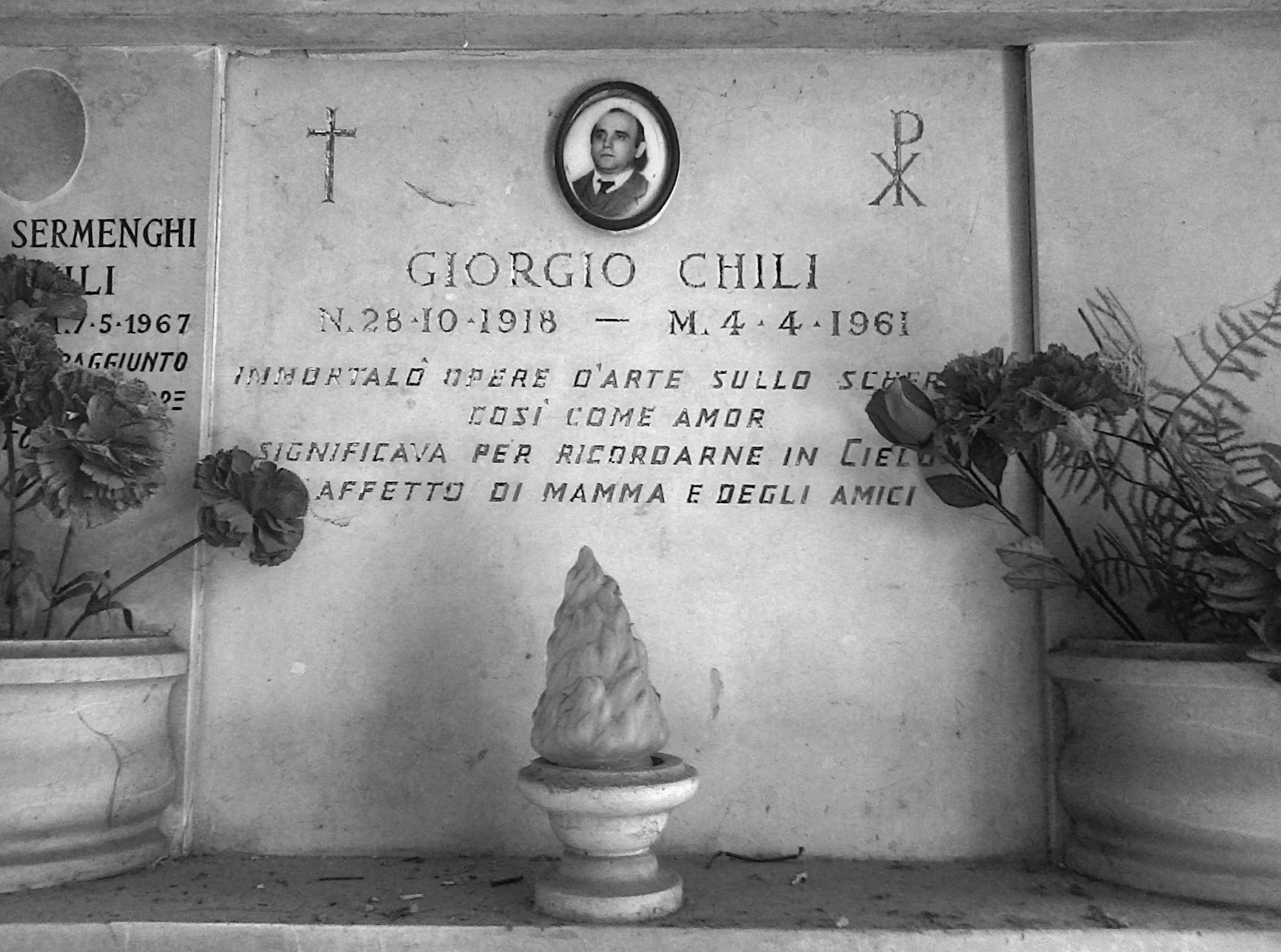
Pierre tombale de Giorgio Walter Chili au Cimetière communal monumental de Campo Verano.

### Réalisateur
- 1941 : Leggenda della primavera (it)
- 1945 : I dieci comandamenti
- 1952 : La Prisonnière de la tour de feu (La prigionera della torre di fuoco)
- 1953 : C'era una volta Angelo Musco (it) (documentaire)
- 1953 : Déshonorée (it) (Disonorata)
- 1954 : Le Destin d'une mère (Ripudiata)
- 1955 : Un giglio infranto (it)
- 1959 : Seule contre les Borgia (Caterina Sforza, la leonessa di Romagna)